# Everything About You
Everything About You è un singolo del gruppo musicale statunitense Ugly Kid Joe, pubblicato nel 1992.

## Tracce
7"
1. Everything About You (versione censurata) – 4:06
2. Whiplash Liquor – 3:40

12"
1. Everything About You (versione censurata) – 4:06
2. Sin City (live) – 5:05 (A. Young, M. Young, Scott)
3. Everything About You – 4:14

CD
1. Everything About You (versione censurata) – 4:06
2. Whiplash Liquor – 3:40
3. Sin City (live) – 5:05 (A. Young, M. Young, Scott)
4. Everything About You – 4:14

## Formazione
- Whitfield Crane - voce
- Cordell Crockett - basso
- Klaus Eichstadt - chitarra
- Dave Fortman - chitarra
- Mark Davis - batteria

## Classifiche
| Classifica             | Posizione massima |
| ---------------------- | ----------------- |
| Official Singles Chart | 3                 |
| Billboard Hot 100      | 9                 |